# Citroën Dyane
Citroën Dyane (slovensko: Diana) je bil nizkocenoven avtomobil francoskega proizvajalca Citroën, v izdelavi od leta 1967 do leta 1983. Temeljil je na modelu Citroën 2CV. Izdelanih je bilo 1.443.583 vozil tega modela.

## Cimos Dak in Cimos Geri
Leta 1981 so v koprskem Cimosu zasnovali in pričeli s proizvodnjo pokritega dostavnika Cimos Dak in odprtega pickupa Cimos Geri, ki sta bila predelavi modela Citroën Diana. Proizvedli so samo okoli 900 vozil teh različic.